# غمازات فينوس
غَمَّازاتُ فينوس وتَرِدُ في بعضِ المصادر باسمِ ثقوب فينوس أو غمّازات الظهر هي فجواتٌ متناظرةٌ بشكلٍ سهمي تظهر أحيانًا على أسفل ظهر الإنسان. تقعُ هذه الغمّازات على مستوى المفصل العجزي الحرقفي ما بينَ العجز والحرقفة في الحوض. يمرُّ خطٌّ وهميٌّ يربطُ بين غمازات فينوس.

## نظرة عامّة
يُعتبَر مصطلح «غمازات فينوس» ومقابله اللاتيني «fossae lumbales laterales» مصطلحٌ غير رسمي لكنّه شائع ومتداولٌ تاريخيًا. جاءَ هذا المصطلحُ من فينوس إلهة الجمال الرومانيّة، لذا يُعتقد أنّ هذه الغمازات علامةٌ أو دلالةٌ على الجمال. يمكنُ في الواقعِ رؤيةُ هذه السمات على ظهرِ الإناث والذكور على حدٍ سواء، لكنها أكثر شيوعًا بروزًا عند النساء.
يُستخدم مصطلحُ غمّازاتُ فينوس في علمِ التشريح الجراحي للإشارةِ إلى اثنتين من المسافات البادئة المتناظرة على الجانب الخلفي من العجز، وتُستخدَمُ كمَعْلَمٍ لإيجاد الجوانب المفصلية الفائقة للعجز كدليل لوضع مسامير اللولب العجزية في جراحة العمود الفقري. شاعت هذه الغمّازاتُ في العقد الثاني من القرن الحادي والعشرين وخاصّة في صفوفِ النساء فصارت متطلَّبة حيثُ يجري ثُقب الجسم لوضعها أو حتّى الغرسات عبر الجلد للحصول عليها أو إبرازها بشكلٍ أكبر.